# PWS-16
PWS-16 là một loại máy bay huấn luyện hai tầng cánh của Ba Lan, do hãng Podlaska Wytwórnia Samolotów (PWS) phát triển. Biến thể vũ trang được sản xuất với tên định danh PWS-26.

## Biến thể
PWS-16
PWS-16bis
PWS-26

## Quốc gia sử dụng
Ba Lan
- Không quân Ba Lan

## Tính năng kỹ chiến thuật (PWS-16)
Đặc điểm tổng quát
- Kíp lái: 1
- Sức chứa: 1
- Chiều dài: 7.03 m (23 ft 0¾ in)
- Sải cánh: 9 m (29 ft 6¼ in)
- Chiều cao: 2.75 m (9 ft 0¼ in)
- Diện tích cánh: 24 m2 (258.34 ft2)
- Powerplant: 1 × Wright J-5 Whirlwind, 164 kW (220 hp)

Hiệu suất bay
- Vận tốc cực đại: 215 km/h (134 mph)